# Carlo Bergonzi (liutaio)

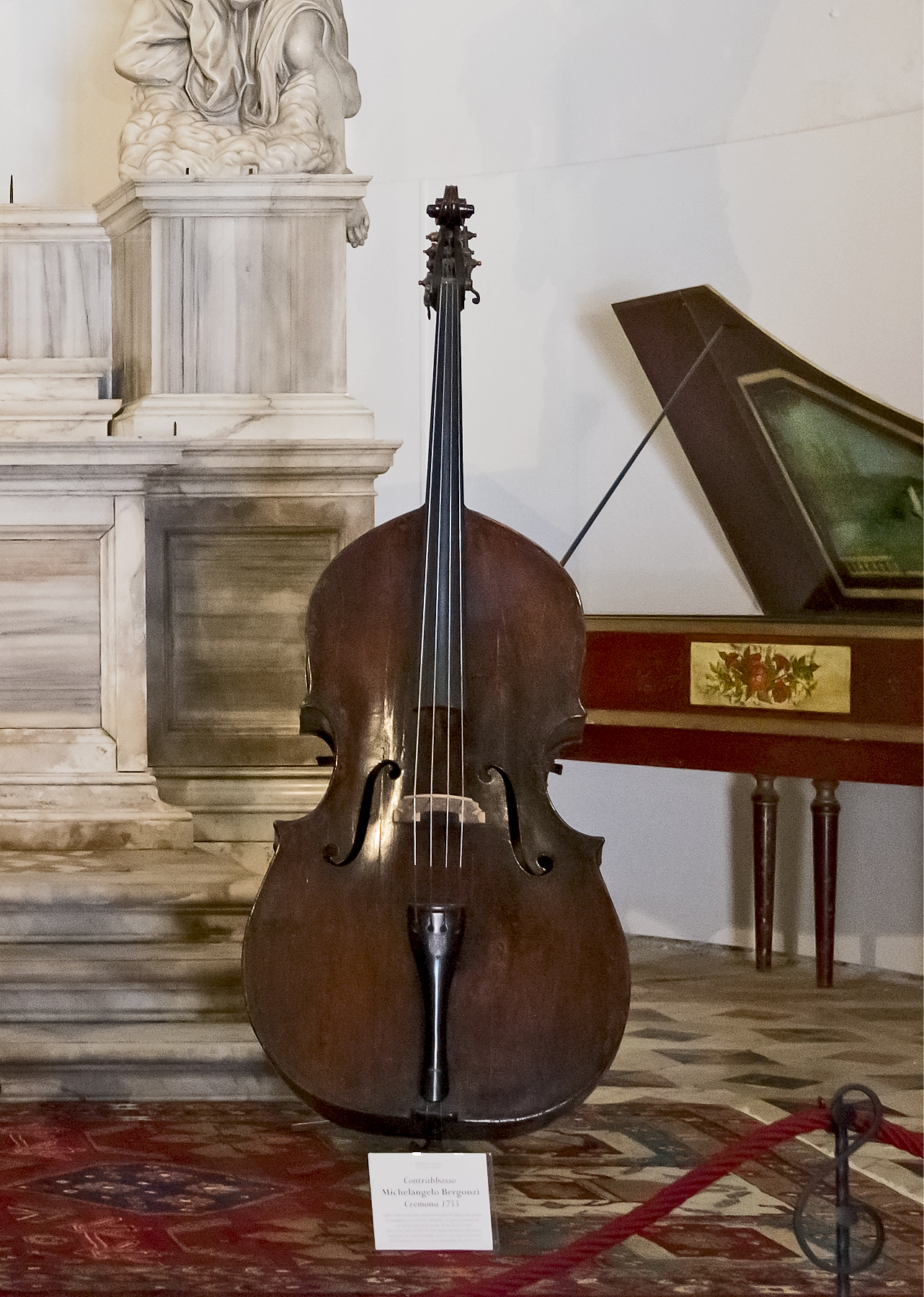
Carlo Bergonzi – Contrabbasso

Carlo Bergonzi (Cremona, 1683 – 1747) è stato un liutaio italiano.

## Biografia
I genitori di Carlo Bergonzi vivevano vicino alla bottega del grande Stradivari in Piazza san Domenico a Cremona, e proprio qui Carlo apprese i primi rudimenti come addetto alle riparazioni. Fu successivamente allievo di Girolamo Amati e collaborò con Giuseppe Guarneri. 
Bergonzi rilevò dapprima la bottega di riparazioni e pertanto non poté dedicarsi, almeno all'inizio, alla creazione di strumenti nuovi. In seguito comunque produsse una liuteria d'eccellenza, basata sui disegni di Stradivari e Guarneri.
Uno dei suoi più famosi violini è il Bergonzi Kreisler, così chiamato per essere appartenuto a Fritz Kreisler, che lo suonò negli ultimi anni della sua carriera, e successivamente passato a Itzhak Perlman. Entrambi i violinisti si sono esibiti in concerto e hanno inciso dischi utilizzando questo strumento. 
L'attività di Carlo Bergonzi fu proseguita dai figli Michelangelo (1722-1770) e Zosimo (1724-1799), e dai figli di quest'ultimo, Niccolò e Carlo II, per cui molti sono i violini marchiati Bergonzi, oggi in circolazione, anche copie marchiate, ma non autentiche - talvolta di epoca antica e anche di pregevole fattura.